# Цай Чушэн
Цай Чушэ́н (кит. трад. 蔡楚生; 12 января 1906 — 15 июля 1968) — китайский кинорежиссёр, сценарист и продюсер.

## Биография
Родился в деревне уезда Чаоян провинции Гуандун, ещё в детстве вместе с отцом переехал в Шанхай.
Путь в кино начинался в 1927 году с самого низа: рекламный агент, декоратор, актёр, сценарист. С 1929 года — помощник режиссёра Чжэн Чжэнцю, а с 1931 года сам становится режиссёром компании «Ляньхуа». Был председателем художественного совета Управления кинематографии Китая. В годы культурной революции был репрессирован.

## Фильмография

### Режиссёр
- 1931 — Утро в городе / Duhui de zaochen
- 1932 — Весна на юге / Nan guo zhi chun
- 1932 — Розовая мечта / Fenhongse de meng
- 1934 — Песня рыбаков / Yu guang qu
- 1935 — Новые женщины / Xin nü xing
- 1936 — Заблудшие овцы / Mitu de Gaoyang
- 1937 — Симфония Ляньхуа / Lian hua jiao xiang qu
- 1937 — Ван Лао-у / Wáng lao wu
- 1939 — Рай на одиноком острове / Gu dao tian tang
- 1947 — Слезы Янцзы / Yi jiang chun shui xiang dong liu
- 1947 — Весенние воды текут на восток / Yi jiang chun shui xiang dong liu (с Чжэн Цзюньли)
- 1950 — Трагедия на Жемчужной реке / Zhujiang lei
- 1962 — Прилив южных морей / Nan hai chao

### Сценарист
- 1932 — Весна на юге / Nan guo zhi chun
- 1933 — Весенние шелкопряды / Chūncán (с Ся Янь)
- 1934 — Песня рыбаков / Yu guang qu
- 1937 — Симфония Ляньхуа / Lian hua jiao xiang qu
- 1937 — Ван Лао-у / Wáng lao wu
- 1938 — Перспективы искусства (новелла 3: Танцевальный класс) / Yi hai feng guang
- 1939 — Рай на одиноком острове / Gu dao tian tang
- 1941 — Партизанский марш / Zheng qi ge
- 1947 — Слезы Янцзы / Yi jiang chun shui xiang dong liu
- 1947 — Весенние воды текут на восток / Yi jiang chun shui xiang dong liu (с Чжэн Цзюньли)

### Продюсер
- 1950 — / Zhujiang lei

## Награды
- 1935 — приз Московского международного кинофестиваля («Песни рыбаков»)